# Vuna Faʻotusia
Sione Vuna Faʻotusia, dit Vuna Faʻotusia, né le 24 février 1953 et mort le 29 août 2021,, est un avocat et homme politique tongien.

## Biographie
Issu d'une famille de la noblesse tongienne, il étudie le droit en Australie et au Royaume-Uni, obtenant une licence de droit à l'université de Nouvelle-Galles du Sud puis un Master à la London School of Economics. Il pratique le métier d'avocat aux Tonga, et devient haut fonctionnaire au ministère de la Justice. En 2005, il préside le comité de grève d'employés du service public, et est porte-parole des grévistes qui demandent une augmentation des salaires mais aussi une réforme politique vers la démocratie. Vuna Faʻotusia explique que si les grévistes respectent le vieux roi Taufaʻahau Tupou IV, ils estiment que les enfants de celui-ci -dont l'un deviendra le roi George Tupou V l'année suivante et un autre le roi Tupou VI en 2012- n'ont « aucun principe »,.
Il entre en politique, remporte la circonscription de Tongatapu 7 aux élections législatives de 2014, et devient ainsi membre de l'Assemblée législative des Tonga. Élu sans étiquette, il rejoint le Parti démocrate des Îles des Amis, le parti du mouvement qui a obtenu une transition vers la démocratie entre 2008 et 2010 sous le nouveau roi George Tupou V. ʻAkilisi Pohiva, chef du mouvement démocrate, devient Premier ministre à l'issue de ces élections, et nomme Vuna Faʻotusia ministre de la Justice dans son gouvernement. Il conserve son siège et son poste aux élections anticipées de 2017,,. En tant que ministre de la Justice, il s'oppose à l'abolition de la peine de mort, estimant que cette peine est dissuasive même si elle n'a pas été appliquée depuis des décennies.
En septembre 2019, après la mort d'ʻAkilisi Pohiva, il soutient Pohiva Tuʻiʻonetoa pour le poste de Premier ministre. Pour ce faire, il quitte le Parti démocrate et rejoint le nouveau Parti populaire. Pohiva Tuʻiʻonetoa devient Premier ministre, et fait de Vuna Faʻotusia son vice-Premier ministre, tout en le reconduisant à sa fonction de ministre de la Justice,. Mi-décembre 2020, toutefois, Vuna Faʻotusia démissionne du gouvernement en signant une motion de défiance initiée par Semisi Sika, le chef des démocrates de l'opposition. Aucun autre membre de la majorité ne le rejoint toutefois sur les bancs de l'opposition, et la motion de défiance est rejetée par l'Assemblée le 12 janvier,. Il meurt en août 2021, à l'âge de 68 ans,.